# Belvedere (Californie)
Pour les articles homonymes, voir Belvedere.
Belvedere est une ville de la banlieue de San Francisco située dans le comté de Marin, en Californie, aux États-Unis. Sa population était de 2 125 habitants au recensement de 2000. 

## Géographie
Belvedere est située à 37°52′28″N, 122°27′57″O.
Selon le Bureau du recensement des États-Unis la ville a une superficie de 6,3 km2, 1,4 km2 de terre et 4,9 km2 d'eau, soit 78,10 % du total.

## Démographie
| 1900 | 1910 | 1920 | 1930 | 1940 | 1950 |
| ---- | ---- | ---- | ---- | ---- | ---- |
| 434  | 481  | 616  | 500  | 457  | 800  |

| 1960  | 1970  | 1980  | 1990  | 2000  | 2010  |
| ----- | ----- | ----- | ----- | ----- | ----- |
| 2 148 | 2 599 | 2 401 | 2 147 | 2 125 | 2 068 |